# Малый Москворецкий мост
Ма́лый Москворе́цкий мост — первоначальное название «Новый Чугунный мост», один из мостов через Водоотводный канал. Соединяет Болотную улицу на острове Балчуг с улицей Большая Ордынка. Продолжение моста — Большой Москворецкий мост через Москву-реку. Длина — 32,5 м; ширина — 40 м. Однопролётный, монолитно-железобетонный.
Построен в 1937 году в соответствии с Генеральным планом развития Москвы 1935 года как часть нового транспортного луча, соединяющего Красную и Добрынинскую площади и далее уходящего на юг. Малый Москворецкий мост, вместе со стоящим с ним по одной оси Большим Москворецким мостом, должен был стать начальным участком этого луча. Для реализации этого плана была снесена часть застройки острова и начало Большой Ордынки, которую планировали спрямить по оси мостов, а ширину улицы увеличить до 60 метров.
Авторы проекта Малого Москворецкого моста — инженер Г. Б. Броверман и архитектор Л. И. Шипман.